# Chan Hao-ching
Dans ce nom chinois, le nom de famille, Chan, précède le nom personnel.
Pour les articles homonymes, voir Chan.
Ne pas confondre avec Chan Yung-jan, sa sœur aînée, et Chan Chin-wei également joueuses de tennis.
Chan Hao-ching, née le 19 septembre 1993 à Taipei, est une joueuse de tennis taïwanaise. Elle joue surtout en double, principalement avec sa sœur Chan Yung-jan avec laquelle elle a remporté 14 de ses 21 titres dans la discipline.

## Palmarès

### Titres en double dames
| No | Date       | Nom et lieu du tournoi                 | Catégorie | Dotation    | Surface      | Partenaire           | Finalistes                             | Score            |          |
| -- | ---------- | -------------------------------------- | --------- | ----------- | ------------ | -------------------- | -------------------------------------- | ---------------- | -------- |
| 1  | 31-12-2012 | Longgang Gemdale Open Shenzhen         | Intern'l  | 500 000 $   | Dur (ext.)   | Chan Yung-jan        | Irina Buryachok Valeria Solovieva      | 6-0, 7-5         | Parcours |
| 2  | 29-04-2013 | Portugal Open Oeiras                   | Intern'l  | 235 000 $   | Terre (ext.) | Kristina Mladenovic  | Darija Jurak Katalin Marosi            | 7-63, 6-2        | Parcours |
| 3  | 14-04-2014 | Malaysian Open Kuala Lumpur            | Intern'l  | 250 000 $   | Dur (ext.)   | Tímea Babos          | Chan Yung-jan Zheng Saisai             | 6-3, 6-4         | Parcours |
| 4  | 16-06-2014 | AEGON International Eastbourne         | Premier   | 710 000 $   | Gazon (ext.) | Chan Yung-jan        | Martina Hingis Flavia Pennetta         | 6-3, 5-7, [10-7] | Parcours |
| 5  | 09-02-2015 | Thailand Open Pattaya                  | Intern'l  | 250 000 $   | Dur (ext.)   | Chan Yung-jan        | Shuko Aoyama Tamarine Tanasugarn       | 2-6, 6-4, [10-3] | Parcours |
| 6  | 17-05-2015 | Nürnberger Versicherungscup Nuremberg  | Intern'l  | 250 000 $   | Terre (ext.) | Anabel Medina        | Lara Arruabarrena Raluca Olaru         | 6-4, 7-65        | Parcours |
| 7  | 17-08-2015 | Western & Southern Open Cincinnati     | Premier 5 | 2 701 240 $ | Dur (ext.)   | Chan Yung-jan        | Casey Dellacqua Yaroslava Shvedova     | 7-5, 6-4         | Parcours |
| 8  | 14-09-2015 | Japan Women's Open Tokyo               | Intern'l  | 250 000 $   | Dur (ext.)   | Chan Yung-jan        | Misaki Doi Kurumi Nara                 | 6-1, 6-2         | Parcours |
| 9  | 08-02-2016 | Taiwan Open Kaohsiung                  | Intern'l  | 500 000 $   | Dur (ext.)   | Chan Yung-jan        | Eri Hozumi Miyu Kato                   | 6-4, 6-3         | Parcours |
| 10 | 21-02-2016 | Qatar Open Doha                        | Premier 5 | 2 818 000 $ | Dur (ext.)   | Chan Yung-jan        | Sara Errani Carla Suárez Navarro       | 6-3, 6-3         | Parcours |
| 11 | 10-10-2016 | Hong Kong Open Hong Kong               | Intern'l  | 250 000 $   | Dur (ext.)   | Chan Yung-jan        | Naomi Broady Heather Watson            | 6-3, 6-1         | Parcours |
| 12 | 30-01-2017 | Taïwan Open Taipei                     | Intern'l  | 250 000 $   | Dur (int.)   | Chan Yung-jan        | Lucie Hradecká Kateřina Siniaková      | 6-4, 6-2         | Parcours |
| 13 | 09-10-2017 | Hong Kong Open Hong Kong               | Intern'l  | 500 000 $   | Dur (ext.)   | Chan Yung-jan        | Lu Jiajing Wang Qiang                  | 6-1, 6-1         | Parcours |
| 14 | 19-02-2018 | Tennis Championships Dubaï             | Premier   | 2 623 485 $ | Dur (ext.)   | Yang Zhaoxuan        | Hsieh Su-wei Peng Shuai                | 4-6, 6-2, [10-6] | Parcours |
| 15 | 07-01-2019 | Hobart International Hobart            | Intern'l  | 250 000 $   | Dur (ext.)   | Latisha Chan         | Kirsten Flipkens Johanna Larsson       | 6-3, 3-6, [10-6] | Parcours |
| 16 | 11-02-2019 | Qatar Open Doha                        | Premier   | 851 031 $   | Dur (ext.)   | Latisha Chan         | Anna-Lena Grönefeld Demi Schuurs       | 6-1, 3-6, [10-6] | Parcours |
| 17 | 23-06-2019 | Nature Valley International Eastbourne | Premier   | 933 612 $   | Gazon (ext.) | Latisha Chan         | Kirsten Flipkens Bethanie Mattek-Sands | 2-6, 6-3, [10-6] | Parcours |
| 18 | 16-09-2019 | Pan Pacific Open Osaka                 | Premier   | 757 900 $   | Dur (ext.)   | Latisha Chan         | Hsieh Su-wei Hsieh Shu-ying            | 7-5, 7-5         | Parcours |
| 19 | 30-01-2023 | Thailand Open Hua Hin                  | WTA 250   | 259 303 $   | Dur (ext.)   | Wu Fang-hsien        | Wang Xinyu Zhu Lin                     | 6-1, 7-66        | Parcours |
| 20 | 08-01-2024 | Hobart international Hobart            | WTA 250   | 267 082 $   | Dur (ext.)   | Giuliana Olmos       | Guo Hanyu Jiang Xinyu                  | 6-3, 6-3         | Parcours |
| 21 | 15-04-2024 | Porsche Tennis Grand Prix Stuttgart    | WTA 500   | 922 573 $   | Terre (int.) | Veronika Kudermetova | Ulrikke Eikeri Ingrid Neel             | 4-6, 6-3, [10-2] | Parcours |

### Finales en double dames
| No | Date       | Nom et lieu du tournoi                     | Catégorie | Dotation     | Surface      | Vainqueures                             | Partenaire           | Score             |          |
| -- | ---------- | ------------------------------------------ | --------- | ------------ | ------------ | --------------------------------------- | -------------------- | ----------------- | -------- |
| 1  | 06-02-2012 | PTT Open Pattaya                           | Intern'l  | 220 000 $    | Dur (ext.)   | Sania Mirza Anastasia Rodionova         | Chan Yung-jan        | 3-6, 6-1, [10-8]  | Parcours |
| 2  | 27-02-2012 | BMW Malaysian Open Kuala Lumpur            | Intern'l  | 220 000 $    | Dur (ext.)   | Chang Kai-chen Chuang Chia-jung         | Rika Fujiwara        | 7-5, 6-4          | Parcours |
| 3  | 29-07-2013 | Southern California Open Carlsbad          | Premier   | 795 707 $    | Dur (ext.)   | Raquel Kops-Jones Abigail Spears        | Janette Husárová     | 6-4, 6-1          | Parcours |
| 4  | 22-09-2013 | Toray Pan Pacific Open Tokyo               | Premier 5 | 2 369 000 $  | Dur (ext.)   | Cara Black Sania Mirza                  | Liezel Huber         | 4-6, 6-0, [11-9]  | Parcours |
| 5  | 31-03-2014 | Family Circle Cup Charleston               | Premier   | 710 000 $    | Terre (ext.) | Anabel Medina Yaroslava Shvedova        | Chan Yung-jan        | 7-64, 6-2         | Parcours |
| 6  | 21-09-2015 | Toray Pan Pacific Open Tokyo               | Premier   | 1 000 000 $  | Dur (ext.)   | Garbiñe Muguruza Carla Suárez Navarro   | Chan Yung-jan        | 7-5, 6-1          | Parcours |
| 7  | 03-10-2015 | China Open Pékin                           | PREMIER*  | 4 749 040 $  | Dur (ext.)   | Martina Hingis Sania Mirza              | Chan Yung-jan        | 6-79, 6-1, [10-8] | Parcours |
| 8  | 19-06-2016 | Aegon International Eastbourne             | Premier   | 776 878 $    | Gazon (ext.) | Darija Jurak Anastasia Rodionova        | Chan Yung-jan        | 5-7, 7-64, [10-6] | Parcours |
| 9  | 21-05-2017 | Internationaux de Strasbourg Strasbourg    | Intern'l  | 250 000 $    | Terre (ext.) | Ashleigh Barty Casey Dellacqua          | Chan Yung-jan        | 6-4, 6-2          | Parcours |
| 10 | 19-06-2017 | Aegon Classic Birmingham Birmingham        | Premier   | 885 040 $    | Gazon (ext.) | Ashleigh Barty Casey Dellacqua          | Zhang Shuai          | 6-1, 2-6, [10-8]  | Parcours |
| 11 | 05-07-2017 | The Championships Wimbledon                | G. Chelem | 14 840 000 £ | Gazon (ext.) | Ekaterina Makarova Elena Vesnina        | Monica Niculescu     | 6-0, 6-0          | Parcours |
| 12 | 31-12-2018 | Brisbane International Brisbane            | Premier   | 1 000 000 $  | Dur (ext.)   | Nicole Melichar Květa Peschke           | Latisha Chan         | 6-1, 6-1          | Tableau  |
| 13 | 01-02-2021 | Gippsland Trophy Melbourne                 | WTA 500   | 447 620 $    | Dur (ext.)   | Barbora Krejčíková Kateřina Siniaková   | Latisha Chan         | 6-3, 7-64         | Parcours |
| 14 | 01-08-2022 | Mubadala Silicon Valley Classic San José   | WTA 500   | 757 900 $    | Dur (ext.)   | Xu Yifan Yang Zhaoxuan                  | Shuko Aoyama         | 7-5, 6-0          | Parcours |
| 15 | 06-02-2023 | Mubadala Abu Dhabi Open Abou Dabi          | WTA 500   | 780 637 $    | Dur (ext.)   | Luisa Stefani Zhang Shuai               | Shuko Aoyama         | 3-6, 6-2, [10-8]  | Parcours |
| 16 | 19-02-2023 | Dubai Duty Free Tennis Championships Dubaï | WTA 1000  | 2 788 468 $  | Dur (ext.)   | Veronika Kudermetova Liudmila Samsonova | Latisha Chan         | 6-4, 64-7, [10-1] | Parcours |
| 17 | 30-09-2023 | China Open Pékin                           | WTA 1000  | 8 127 389 $  | Dur (ext.)   | Marie Bouzková Sara Sorribes Tormo      | Giuliana Olmos       | 3-6, 6-0, [10-4]  | Parcours |
| 18 | 17-06-2024 | ecotrans Ladies Open Berlin                | WTA 500   | 922 573 $    | Gazon (ext.) | Wang Xinyu Zheng Saisai                 | Veronika Kudermetova | 6-2, 7-5          | Parcours |
| 19 | 23-06-2024 | Bad Homburg Open by Solarwatt Bad Homburg  | WTA 500   | 922 573 $    | Gazon (ext.) | N. Melichar-Martinez Ellen Perez        | Veronika Kudermetova | 4-6, 6-3, [10-8]  | Parcours |
| 20 | 25-09-2024 | China Open Pékin                           | WTA 1000  | 8 955 610 $  | Dur (ext.)   | Sara Errani Jasmine Paolini             | Veronika Kudermetova | 6-4, 6-4          | Parcours |

### Finales en double mixte
| No | Date       | Nom et lieu du tournoi      | Catégorie | Dotation     | Surface      | Vainqueures                        | Partenaire    | Score            |          |
| -- | ---------- | --------------------------- | --------- | ------------ | ------------ | ---------------------------------- | ------------- | ---------------- | -------- |
| 1  | 23-06-2014 | The Championships Wimbledon | G. Chelem | 18 575 979 $ | Gazon (ext.) | Samantha Stosur Nenad Zimonjić     | Max Mirnyi    | 6-4, 6-2         | Parcours |
| 2  | 31-08-2017 | US Open Flushing Meadows    | G. Chelem | 24 193 400 $ | Dur (ext.)   | Martina Hingis Jamie Murray        | Michael Venus | 6-1, 4-6, [10-8] | Parcours |
| 3  | 26-08-2019 | US Open Flushing Meadows    | G. Chelem | 577 500 $    | Dur (ext.)   | Bethanie Mattek-Sands Jamie Murray | Michael Venus | 6-2, 6-3         | Parcours |

### Titres en double en WTA 125
| No | Date       | Nom et lieu du tournoi    | Catégorie | Dotation  | Surface         | Partenaire          | Finalistes                      | Score            |          |
| -- | ---------- | ------------------------- | --------- | --------- | --------------- | ------------------- | ------------------------------- | ---------------- | -------- |
| 1  | 29-10-2012 | Taipei Ladies Open Taïwan | WTA 125   | 125 000 $ | Moquette (int.) | Kristina Mladenovic | Chang Kai-chen Olga Govortsova  | 5-7, 6-2, [10-8] | Parcours |
| 2  | 03-11-2014 | Taipei Ladies Open Taïwan | WTA 125   | 125 000 $ | Moquette (int.) | Chan Yung-jan       | Chang Kai-chen Chuang Chia-jung | 6-4, 6-3         | Parcours |

## Parcours en Grand Chelem

### En simple dames
N'a jamais participé à un tableau final.

### En double dames
| Année | Open d'Australie                                                                     | Open d'Australie                                                                      | Internationaux de France                                                                 | Internationaux de France                                                                  | Wimbledon                                                                           | Wimbledon | US Open | US Open |
| ----- | ------------------------------------------------------------------------------------ | ------------------------------------------------------------------------------------- | ---------------------------------------------------------------------------------------- | ----------------------------------------------------------------------------------------- | ----------------------------------------------------------------------------------- | --------- | ------- | ------- |
| 2012  | -                                                                                    | -                                                                                     | 3e tour (1/8) Chan Y.-j. \|\| style="text-align:left;" \| E. Makarova E. Vesnina         | 1er tour (1/32) Chan Y.-j. \|\| style="text-align:left;" \| N. Llagostera M.J. Martínez   | 1er tour (1/32) Chan Y.-j. \|\| style="text-align:left;" \| N. Grandin V. Uhlířová  |           |         |         |
| 2013  | 1er tour (1/32) Chan Y.-j. \|\| style="text-align:left;" \| N. Llagostera Zheng J.   | 2e tour (1/16) D. Jurak \|\| style="text-align:left;" \| J. Husárová S. Lisicki       | 1er tour (1/32) A. Medina \|\| style="text-align:left;" \| J. Janković M. Lučić          | 1er tour (1/32) Chan Y.-j. \|\| style="text-align:left;" \| A.L. Grönefeld K. Peschke     |                                                                                     |           |         |         |
| 2014  | 3e tour (1/8) L. Huber \|\| style="text-align:left;" \| K. Peschke K. Srebotnik      | 2e tour (1/16) Chan Y.-j. \|\| style="text-align:left;" \| L. Huber L. Raymond        | 1er tour (1/32) Chan Y.-j. \|\| style="text-align:left;" \| A. Cornet C. Garcia          | 2e tour (1/16) Chan Y.-j. \|\| style="text-align:left;" \| K. Date B. Strýcová            |                                                                                     |           |         |         |
| 2015  | 1er tour (1/32) K. Peschke \|\| style="text-align:left;" \| S. Kuznetsova S. Stosur  | 3e tour (1/8) A. Medina \|\| style="text-align:left;" \| A. Hlaváčková L. Hradecká    | 3e tour (1/8) A. Van Uytvanck \|\| style="text-align:left;" \| R. Kops-Jones A. Spears   | 1/4 de finale Chan Y.-j. \|\| style="text-align:left;" \| M. Hingis S. Mirza              |                                                                                     |           |         |         |
| 2016  | 1/4 de finale Chan Y.-j. \|\| style="text-align:left;" \| A. Hlaváčková L. Hradecká  | 1/4 de finale Chan Y.-j. \|\| style="text-align:left;" \| E. Makarova E. Vesnina      | 2e tour (1/16) Chan Y.-j. \|\| style="text-align:left;" \| J. Janković A. Krunić         | 2e tour (1/16) Chan Y.-j. \|\| style="text-align:left;" \| A. Kudryavtseva S. Lisicki     |                                                                                     |           |         |         |
| 2017  | 1er tour (1/32) Chan Y.-j. \|\| style="text-align:left;" \| Liang C. Yang Z.         | 3e tour (1/8) B. Krejčíková \|\| style="text-align:left;" \| L. Hradecká K. Siniaková | Finale M. Niculescu                                                                      | E. Makarova E. Vesnina                                                                    | 1/4 de finale Zhang S. \|\| style="text-align:left;" \| Chan Y.-j. M. Hingis        |           |         |         |
| 2018  | 3e tour (1/8) K. Srebotnik \|\| style="text-align:left;" \| Chan Y.-j. A. Hlaváčková | 1/2 finale Yang Z. \|\| style="text-align:left;" \| E. Hozumi M. Ninomiya             | 2e tour (1/16) Yang Z. \|\| style="text-align:left;" \| C. McHale J. Ostapenko           | 2e tour (1/16) Yang Z. \|\| style="text-align:left;" \| C. Dolehide C. McHale             |                                                                                     |           |         |         |
| 2019  | 1/4 de finale Chan Y.-j. \|\| style="text-align:left;" \| J. Brady A. Riske          | 2e tour (1/16) Chan Y.-j. \|\| style="text-align:left;" \| D. Kasatkina A. Kontaveit  | 3e tour (1/8) Chan Y.-j. \|\| style="text-align:left;" \| E. Mertens A. Sabalenka        | 2e tour (1/16) Chan Y.-j. \|\| style="text-align:left;" \| A. Pavlyuchenkova A. Sevastova |                                                                                     |           |         |         |
| 2020  | 1/2 finale Chan Y.-j. \|\| style="text-align:left;" \| T. Babos K. Mladenovic        | —                                                                                     | —                                                                                        | Annulé                                                                                    | Annulé                                                                              | —         | —       |         |
| 2021  | 1er tour (1/32) Chan Y.-j. \|\| style="text-align:left;" \| S. Fichman G. Olmos      | 3e tour (1/8) Chan Y.-j. \|\| style="text-align:left;" \| D. Jurak A. Klepač          | 1/4 de finale Chan Y.-j. \|\| style="text-align:left;" \| C. Dolehide S. Sanders         | 1er tour (1/32) Dart \|\| style="text-align:left;" \| A. Cornet F. Ferro                  |                                                                                     |           |         |         |
| 2022  | —                                                                                    | —                                                                                     | 1er tour (1/32) S. Aoyama \|\| style="text-align:left;" \| I.C. Begu C. Osorio           | 1/4 de finale S. Aoyama \|\| style="text-align:left;" \| L. Kichenok J. Ostapenko         | 1/8 de finale S. Aoyama \|\| style="text-align:left;" \| B. Krejčíková K. Siniaková |           |         |         |
| 2023  | 1/4 de finale Yang Z. \|\| style="text-align:left;" \| C. Gauff J. Pegula            | 1/4 de finale Chan Y.-j. \|\| style="text-align:left;" \| Fernandez T. Townsend       | 2e tour (1/16) Chan Y.-j. \|\| style="text-align:left;" \| M. Bouzková S. Sorribes Tormo | 2e tour (1/16) G. Olmos \|\| style="text-align:left;" \| S. Chang A. Parks                |                                                                                     |           |         |         |
| 2024  | 2e tour (1/16) G. Olmos \|\| style="text-align:left;" \| E. Navarro D. Shnaider      | 1/8 de finale V. Kudermetova \|\| style="text-align:left;" \| C. Dolehide D. Krawczyk | 1/8 de finale V. Kudermetova \|\| style="text-align:left;" \| B. Krejčíková L. Siegemund | 1/2 finale V. Kudermetova \|\| style="text-align:left;" \| L. Kichenok J. Ostapenko       |                                                                                     |           |         |         |
| 2025  | 1/8 de finale L. Kichenok \|\| style="text-align:left;" \| K. Mladenovic Zhang S.    | 2e tour (1/16) G. Olmos \|\| style="text-align:left;" \| L. Bronzetti A. Li           | 1/8 de finale B. Krejčíková \|\| Forfait                                                 |                                                                                           |                                                                                     |           |         |         |

N.B. : le nom de la partenaire se trouve sous le résultat ; les noms des ultimes adversaires se trouvent à droite.

### En double mixte
| Année | Open d'Australie                                                                         | Open d'Australie                                                                         | Internationaux de France                                                            | Internationaux de France                                                            | Wimbledon                                                                    | Wimbledon                                                                         | US Open | US Open |
| ----- | ---------------------------------------------------------------------------------------- | ---------------------------------------------------------------------------------------- | ----------------------------------------------------------------------------------- | ----------------------------------------------------------------------------------- | ---------------------------------------------------------------------------- | --------------------------------------------------------------------------------- | ------- | ------- |
| 2013  | —                                                                                        | —                                                                                        | —                                                                                   | —                                                                                   | 1er tour (1/32) P. Hanley \|\| style="text-align:left;" \| D. Jurak R. Farah | 1/4 de finale M. Emmrich \|\| style="text-align:left;" \| K. Mladenovic D. Nestor |         |         |
| 2014  | 1er tour (1/16) R. Lindstedt \|\| style="text-align:left;" \| S. Mirza H. Tecău          | 1er tour (1/16) M. Mirnyi \|\| style="text-align:left;" \| K. Mladenovic D. Nestor       | Finale M. Mirnyi                                                                    | S. Stosur N. Zimonjić                                                               | 2e tour (1/8) M. Mirnyi \|\| style="text-align:left;" \| A. Barty J. Peers   |                                                                                   |         |         |
| 2015  | 2e tour (1/8) J. Murray \|\| style="text-align:left;" \| A. Hlaváčková A. Peya           | 1er tour (1/16) M. Draganja \|\| style="text-align:left;" \| Chan Y.-j. J. Peers         | 1er tour (1/32) S. Lipsky \|\| style="text-align:left;" \| K. Jans M. Fyrstenberg   | —                                                                                   | —                                                                            |                                                                                   |         |         |
| 2016  | 1er tour (1/16) M. Mirnyi \|\| style="text-align:left;" \| S. Stephens J.J. Rojer        | 1/4 de finale J. Murray \|\| style="text-align:left;" \| A. Hlaváčková E. Roger-Vasselin | 2e tour (1/16) M. Mirnyi \|\| style="text-align:left;" \| G. Dabrowski N. Monroe    | 2e tour (1/8) M. Mirnyi \|\| style="text-align:left;" \| N. Gibbs D. Novikov        |                                                                              |                                                                                   |         |         |
| 2017  | 1er tour (1/16) M. Mirnyi \|\| style="text-align:left;" \| D. Jurak J.J. Rojer           | 2e tour (1/8) J.J. Rojer \|\| style="text-align:left;" \| C. Dellacqua R. Ram            | 2e tour (1/16) J.J. Rojer \|\| style="text-align:left;" \| A. Konjuh N. Mektić      | Finale M. Venus                                                                     | M. Hingis J. Murray                                                          |                                                                                   |         |         |
| 2018  | 2e tour (1/8) M. Venus \|\| style="text-align:left;" \| M.J. Martínez M. Demoliner       | 1er tour (1/16) M. Venus \|\| style="text-align:left;" \| D. Schuurs M. Middelkoop       | 3e tour (1/8) N. Mektić \|\| style="text-align:left;" \| K. Srebotnik M. Venus      | 1er tour (1/16) H. Kontinen \|\| style="text-align:left;" \| C. Gauff C. Eubanks    |                                                                              |                                                                                   |         |         |
| 2019  | 2e tour (1/8) J.J. Rojer \|\| style="text-align:left;" \| G. Dabrowski M. Pavić          | 1/4 de finale O. Marach \|\| style="text-align:left;" \| N. Kichenok A. Qureshi          | 2e tour (1/16) N. Skupski \|\| style="text-align:left;" \| Yang Z. M. Middelkoop    | Finale M. Venus                                                                     | B. Mattek-Sands J. Murray                                                    |                                                                                   |         |         |
| 2020  | 2e tour (1/8) M. Venus \|\| style="text-align:left;" \| I. Świątek Ł. Kubot              | Annulé                                                                                   | Annulé                                                                              | Annulé                                                                              | Annulé                                                                       | Annulé                                                                            | Annulé  |         |
| 2021  | 1er tour (1/16) J.S. Cabal \|\| style="text-align:left;" \| D. Krawczyk J. Salisbury     | 1er tour (1/8) J. Peers \|\| style="text-align:left;" \| A. Guarachi N. Skupski          | —                                                                                   | —                                                                                   | —                                                                            | —                                                                                 |         |         |
| 2022  | —                                                                                        | —                                                                                        | 2e tour (1/8) B. McLachlan \|\| style="text-align:left;" \| N. Melichar K. Krawietz | 1er tour (1/16) B. McLachlan \|\| style="text-align:left;" \| J. Ostapenko R. Farah | —                                                                            | —                                                                                 |         |         |
| 2023  | 1er tour (1/16) M. Venus \|\| style="text-align:left;" \| J. Ostapenko D. Vega Hernández | 1/4 de finale F. Martin \|\| style="text-align:left;" \| A. Sutjiadi M. Middelkoop       | 1er tour (1/16) F. Martin \|\| style="text-align:left;" \| L. Fernandez W. Koolhof  | 1er tour (1/16) L. Glasspool \|\| style="text-align:left;" \| E. Perez J.-J. Rojer  |                                                                              |                                                                                   |         |         |
| 2024  | 1er tour (1/16) S. González \|\| style="text-align:left;" \| O. Gadecki M. Polmans       | 1er tour (1/16) H. Nys \|\| style="text-align:left;" \| E. Routliffe M. Venus            | 1er tour (1/16) I. Dodig \|\| style="text-align:left;" \| A. Barnett M. Willis      | 1er tour (1/16) A. Krajicek \|\| style="text-align:left;" \| B. Krejčíková M. Ebden |                                                                              |                                                                                   |         |         |
| 2025  | 1er tour (1/16) M. Melo \|\| style="text-align:left;" \| K. Birrell J.P. Smith           | 1er tour (1/16) H. Nys \|\| style="text-align:left;" \| S. Errani A. Vavassori           | 1er tour (1/16) A. Göransson \|\| style="text-align:left;" \| Zhang S. M. Arévalo   | —                                                                                   | —                                                                            |                                                                                   |         |         |

N.B. : le nom du partenaire se trouve sous le résultat ; les noms des ultimes adversaires se trouvent à droite.

## Parcours aux Masters

### En double dames
| # | Date       | Nom de l'édition                              | ($)        | Surface    | Résultat      | Partenaire    | Ultimes adversaires        | Score      |          |
| - | ---------- | --------------------------------------------- | ---------- | ---------- | ------------- | ------------- | -------------------------- | ---------- | -------- |
| 1 | 25/10/2015 | BNP Paribas WTA Finals by SC Global Singapour | 7 000 000  | Dur (int.) | 1/2 finale    | Chan Yung-jan | Martina Hingis Sania Mirza | 6-4, 6-2   | Parcours |
| 2 | 23/10/2016 | BNP Paribas WTA Finals by SC Global Singapour | 7 000 000  | Dur (int.) | 1/4 de finale | Chan Yung-jan | Martina Hingis Sania Mirza | 7-610, 7-5 | Parcours |
| 3 | 27/11/2019 | Shiseido WTA Finals Shenzhen Shenzhen         | 14 000 000 | Dur (int.) | Round Robin   | Chan Yung-jan |                            |            | Parcours |

## Parcours aux Jeux olympiques

### En double dames
| # | Date       | Nom de l'olympiade                  | Surface             | Résultat        | Partenaire    | Ultimes adversaires                   | Score            |          |
| - | ---------- | ----------------------------------- | ------------------- | --------------- | ------------- | ------------------------------------- | ---------------- | -------- |
| 1 | 06/08/2016 | Olympic Tennis Event Rio de Janeiro | Dur (ext.)          | 1/4 de finale   | Chan Yung-jan | Timea Bacsinszky Martina Hingis       | 6-3, 6-0         | Parcours |
| 2 | 31/07/2021 | Olympic Tennis Event Tokyo          | Dur (ext.)          | 1er tour (1/16) | Chan Yung-jan | Monica Niculescu Raluca Olaru         | 7-5, 1-6, [10-6] | Parcours |
| 3 | 27/07/2024 | Olympic Tennis Event Paris          | Terre battue (ext.) | 1er tour (1/16) | Chan Yung-jan | Barbora Krejčíková Kateřina Siniaková | 6-4, 6-0         | Parcours |

## Classements WTA en fin de saison
| Année          | 2008 | 2009 | 2010 | 2011 | 2012 | 2013 | 2014 | 2015 | 2016 | 2017 | 2018 | 2019 | 2020 | 2021 | 2022 | 2023 | 2024 |
| Rang en simple | –    | –    | –    | –    | –    | 1195 | 1236 | –    | –    | –    | –    | –    | –    | –    | –    | –    | 1094 |
| Rang en double | 556  | 785  | 479  | 119  | 50   | 26   | 27   | 12   | 12   | 17   | 25   | 15   | 15   | 32   | 40   | 21   | 16   |

Source : (en) Classements de Chan Hao-ching sur le site officiel de la Fédération internationale de tennis